# Emiter (radio)
Studenckie Studio Radiowe "Emiter" – studencka rozgłośnia radiowa dawnej Wyższej Szkoły Inżynierskiej w Opolu (WSI, obecnie Politechnika Opolska).

## Historia
Studio powstało w lutym 1969 roku. Pierwszym zachowanym dokumentem świadczącym o jego istnieniu jest podanie do Przewodniczącego Komisji ds. Radia i Telewizji z prośbą o przekazanie wycofywanego z użytku sprzętu radiowego. Twórcą i pierwszym kierownikiem studia był Grzegorz Cegielski. 
W maju 1969 roku wśród studentów został ogłoszony konkurs na nazwę studia. Zwyciężyła propozycja Studenckie Studio Radiowe "Emiter". Jak informują archiwalne dokumenty, u progu swej działalności Emiter dysponował dwoma pomieszczeniami w domu studenta Opolskiej WSI przy ulicy Oleskiej 102 i nadawał program poprzez sieć radiowęzłową do wszystkich pokoi w tymże domu studenckim. Istniało także połączenie drogą telefoniczną z Polskim Radiem w Opolu i możliwość wejść z programem "Emitera" na antenę tej rozgłośni. Większość prac remontowych i adaptacyjnych w przekazanych pomieszczeniach wykonywali sami "emiterowcy", uczelnia zaś dostarczała materiały.
Największym problemem studia było pozyskanie niezbędnego sprzętu radiowego i taśm, na których odbywały się nagrania, montaż, emisja i archiwizacja materiałów dźwiękowych. Sprzęt pozyskiwany był ze stacji Polskiego Radia. Był to sprzęt używany i często wymagający remontu. Część sprzętu i wszystkie remonty wykonywali członkowie działu technicznego SSR "Emiter".

## Rozkwit działalności
Największy rozkwit działalności SSR "Emiter" przypada na lata 70. i 80. XX w. Wtedy to w pracę studia zaangażowanych było ok. 60 osób. Z tego okresu zachowała się część listy wydanych legitymacji radiowych. W ramach zespołu pracowały redakcje dzienne przygotowujące programy na poszczególne dni tygodnia. Każda z nich liczyło ok. 5 osób. Istniała zupełna dowolność co do doboru muzyki, stąd każdy z dni miał zupełnie inny charakter muzyczny. Przykładowo, poniedziałki zdominowane były przez muzykę rockową we wszelkich odmianach, z kolei w czwartki dominowała muzyka elektroniczna. Programy emitowane przez studio miały charakter autorski.
"Emiter" był źródłem informacji o tym, co związane było z życiem uczelni, zarówno studenckim jak i naukowym. Wspierał działalność organizacji studenckich takich jak AKT, AKŻ i DKF.  
SSR "Emiter" posiadało dział techniczny skupiający kilkanaście osób. Zajmował się on utrzymaniem i rozbudową zaplecza technicznego studia, a także realizacją programu i nagraniami. W zakres obowiązków techników "Emitera" wchodziło również nagłaśnianie różnego rodzaju wydarzeń organizowanych przez uczelnię. Uczestniczył w wielkiej uroczystości nadania imienia uczelni.   
Wśród dokumentów archiwalnych "Emitera" znajdują się m.in. prośba Domu Kultury w Dobrzeniu o nagranie materiału demonstracyjnego amatorskiego zespołu "Piersi", czy też podanie do ZSP o przygotowanie nagłośnienia sali na spotkanie z ówczesnym Ministrem ds. Młodzieży i Sportu Aleksandrem Kwaśniewskim.
Przez progi studia radiowego przewinęło się wiele znanych osób.  Radio miało okazję towarzyszyć w pierwszych opolskich koncertach zespołu Lady Pank w 84 roku.  Swoje pozdrowienia dla SSR "Emiter" przekazał także Marek Niedźwiecki, który sam rozpoczynał karierę w Studenckim Radiu Żak Politechniki Łódzkiej.  
W tym czasie radiowęzeł "Emitera" obejmował wszystkie akademiki WSI i "emiterowcy" dopracowali się własnej metody badania słuchalności. Polegała ona na tym, że wszystkie osoby słuchające programu na dany sygnał zaczynały "mrugać" światłem w swoim pokoju, osoby z "emitera" stały pomiędzy akademikami i liczyły "mrugające" okna.  
Oprócz działalności typowo radiowej, "Emiter" prowadził także własną działalność kulturalną przede wszystkim poprzez Studencki klub "Hades". Obejmowała ona wieczorki jazzowe czy poetyckie, a także organizację zabaw tanecznych.
Osobą, która otaczała szczególną opieką i życzliwością działalność SSR "Emiter" w tamtych czasach, był rektor WSI Zbigniew Vogel, któremu "emiterowcy" zawdzięczają sprzyjającą atmosferę niezbędną do rozwoju studia. Był on częstym gościem "Emitera" czego śladem są liczne nagrane wywiady i audycje. Dzięki jego wielkiemu zrozumieniu i życzliwości był możliwy rozwój stacji.

## Radio dziś
Po zaprzestaniu działalności radia w roku 2000, dzięki grupie pasjonatów radio zaczęło ponownie nadawać. Obecnie radio gra muzykę 24 godziny na dobę / 7 dni w tygodniu, zaś audycje na żywo - 5 razy w tygodniu, od godz. 17.00 do późnych godzin nocnych. 
Liner stacji brzmi: "Nieźle rockujemy!".

### Ludzie radia
- opiekun koła naukowego radiowców: dr inż. Marcin Kamiński
- redaktor naczelny: Wojciech Murański